# Virginia Slims of Detroit 1983
Il Virginia Slims of Detroit 1983 è stato un torneo di tennis giocato sul sintetico indoor. È stata la 12ª edizione del torneo, che fa parte del Virginia Slims World Championship Series 1983. Si è giocato a Detroit negli USA dal 3 al 9 ottobre 1983.

## Campionesse

### Singolare
Virginia Ruzici ha battuto in finale  Kathy Jordan con il punteggio di 4–6, 6–4, 6–2

### Doppio
Kathy Jordan /  Barbara Potter hanno battuto in finale  Rosemary Casals /  Wendy Turnbull con il punteggio di 6–4, 6–1